# Federatie Nederlandse Vakbeweging
La Federatie Nederlandse Vakbeweging (FNV, "Federazione Sindacale Olandese") è un sindacato olandese. Con circa 1,2 milioni di membri, è il più grande del suo genere nei Paesi Bassi.
L'FNV è membro della Confederazione sindacale internazionale (ITUC) e della Confederazione europea dei sindacati (CES).

## Compiti e struttura
L'FNV rappresenta principalmente i dipendenti di vari settori lavorativi. È determinante nella negoziazione dei contratti collettivi (Collectieve Arbeidsovereenkomst, CAO). L'organo decisionale supremo è il Federatiecongress, che si riunisce almeno una volta ogni quattro anni ed è composto dai rappresentanti dei singoli sindacati. Il Federatiecongress elegge i membri del Consiglio (Federatiebestuur), composto da quattro persone. La Federatieraad è composta dal consiglio direttivo e dai presidenti dei singoli sindacati. Si riunisce ogni due settimane.
L'FNV è membro della Confederazione sindacale internazionale. Attualmente è composto dai seguenti sindacati individuali:
- ABVAKABO FNV (servizio pubblico)
- AOB (istruzione)
- FNV (industria, commercio, trasporti, servizi)
- FNV Bouw (settore edile)
- FNV KIEM (arti e media)
- FNV Horecabond (gastronomia / hotel)
- FNV Mooi (industria dei cosmetici)
- NPB (polizia)
- Nautilus NL (spedizioni)
- NVJ (giornalisti)
- AFMP (militari)
- Marver (guardie di frontiera)
- FNV Sport (sport)
- FNV Zelfstandige (lavoratori autonomi / liberi professionisti)
- Zelfstandigen bouw (lavoratori autonomi nel settore edile)
- FNV Vrouwenbond (Associazione delle donne)

## Presidenti
| Wim Kok                                                    | 1976–1986 |
| Hans Pont                                                  | 1986–1988 |
| Johan Stekelenburg                                         | 1988–1997 |
| Lodewijk de Waal                                           | 1997–2005 |
| Agnes Jongerius                                            | 2005–2012 |
| Ton Heerts                                                 | 2012–2016 |
| Catelene Passchier, Ruud Kuin e Gijs van Dijk (ad interim) | 2016–2017 |
| Han Busker                                                 | 2017–2021 |
| Tuur Elzinga                                               | 2021–     |